# 黄心卫矛
黄心卫矛（学名：Euonymus macropterus）为卫矛科卫矛属的植物。分布在日本、朝鲜、西伯利亚以及中国大陆的吉林、黑龙江、河北、辽宁等地，生长于海拔500米至1,350米的地区，多生在山地林中，目前尚未由人工引种栽培。

## 别名
黄瓢子、黄心子